# Diana Walstad
Diana Walstad – amerykańska naukowiec, mikrobiolog, akwarystka, popularyzatorka akwarium low-tech, autorka książki "Ecology of the Planted Aquarium: A Practical Manual and Scientific Treatise for the Home Aquarist".